# NGC 3838
NGC 3838 este o galaxie lenticulară situată în constelația Ursa Mare. A fost descoperită în 18 martie 1790 de către William Herschel. Se află la o distanță de 23,5 de megaparseci de Pământ.